# Cross River
Cross River è uno dei 36 stati della Nigeria, situato a est, ai confini con il Camerun, con capitale Calabar. Prende il nome dal fiume Cross che attraversa la regione. L'Ibibio e l'Efik sono i dialetti più usati. Lo Stato fu creato nel 1967 da una parte del vecchio Stato di Eastern Region ed ha avuto il nome di South-Eastern State ("Stato del sud-est") fino al 1976 quando ha preso la nuova denominazione. Cross River includeva originariamente anche lo Stato di Akwa Ibom.

## Suddivisioni
Lo stato di Cross River è suddiviso in diciotto aree a governo locale (local government areas):
- Abi
- Akamkpa
- Akpabuyo
- Bakassi
- Bekwara
- Biase
- Boki
- Calabar Municipal
- Calabar South
- Etung
- Ikom
- Obanliku
- Obubra
- Obudu
- Odukpani
- Ogoja
- Yakurr
- Yala